# テッサロニキ新駅
テッサロニキ新駅（ギリシア語: Νέος Σιδηροδρομικός Σταθμός Θεσσαλονίκης，英語: New Railway Station of Thessaloniki）は、ギリシャのテッサロニキにあるギリシャ国鉄の主要駅。1961年にテッサロニキ駅から旅客部門のみを分離して当駅を新設した。旧テッサロニキ駅は現在貨物駅として使われている。
現在、当駅の地下に地下鉄駅を設置する工事が進められている。

## 歴史
1930年代に国際デザインコンペを開き、旅客駅の建設が始まった。第二次世界大戦による長い中断期間を経て、1958年に建設が再開される。その3年後の1961年、当駅が開業した。それ以降、現在までの間にコンコースの商業施設とエスカレーターが追加されたが、建物の基本的なデザインに変化は無い。

## 路線
国際列車
1日1本のブルガリア ソフィア行きと、1日1本のマケドニア スコピエ経由セルビア ベオグラード行きが運行されている。
トルコ イスタンブール行きは長期運休中。
ギリシャ国鉄 TrainOSE（長距離列車）
- アテネ - ラリサ - テッサロニキ 線

2014年夏ダイヤでは、テッサロニキ発アテネ行きが1日6本、アレクサンドルーポリ発アテネ行きが1日1本。
- テッサロニキ - アレクサンドルーポリ - スヴィレングラード 線

2014年夏ダイヤでは、アテネ発アレクサンドルーポリ行きが1日1本運行されている。
ギリシャ国鉄 プロアスティアコス（近郊鉄道）
- テッサロニキ - ラリサ 線

テッサロニキとラリサ間の運行間隔は1〜2時間に1本である。
- テッサロニキ - エデッサ - フロリナ

テッサロニキとエデッサ間の運行間隔は1〜2時間に1本、うち2本に1本がフロリナまで延長運転されている。